# NGC 4041
NGC 4041 ist eine aktive Spiralgalaxie vom Hubble-Typ Sbc (Vaucouleurs-Typ SA(rs)bc) mit ausgedehnten Sternentstehungsgebieten im Sternbild Großer Bär am Nordsternhimmel. Die morphologische Klassifikation von SA (rs) bc weist darauf hin, dass dies eine Spiralgalaxie ist, der ein Balken fehlt; das 'rs' bedeutet, dass es eine schwach geformte Ringstruktur hat, und das 'bc' zeigt an, dass die Spiralarme mäßig bis lose gewickelt sind.  Sie ist schätzungsweise 59 Millionen Lichtjahre von der Milchstraße entfernt und hat einen Durchmesser von etwa 45.000 Lichtjahren.
Gemeinsam mit NGC 4036, IC 758, UGC 7009 und UGC 7019 bildet sie die NGC 4036-Galaxiengruppe (LGG 266)
Am 29. Juli 1994 wurde die Typ-IIp-Supernova SN 1994W in dieser Galaxie beobachtet.
Das Objekt wurde am 19. März 1790 von dem Astronomen Wilhelm Herschel mithilfe eines 18,7 Zoll-Spiegelteleskops entdeckt.